# Maculotriton serriale
Maculotriton serriale là một loài ốc biển, là động vật thân mềm chân bụng sống ở biển trong họ Muricidae, họ ốc gai.
It is difficult to find differences between Maculotriton serriale and Maculotriton digitalis (and its synonyms) when one considers shell characters only.

## Miêu tả
Loài này có kích thước giữa 11 mm and 24 mm

## Phân bố
Chúng phân bố ở Biển Đỏ, ở Ấn Độ Dương dọc theo Aldabra, Chagos, Madagascar, vùng bể Mascarene và dọc theo New Zealand and North and Đông Úc.